# Trispinaria unicolor
Trispinaria unicolor är en stekelart som beskrevs av Van Achterberg 1991. Trispinaria unicolor ingår i släktet Trispinaria och familjen bracksteklar. Inga underarter finns listade i Catalogue of Life.